# Vinings
Vinings é uma Região censo-designada localizada no estado americano de Geórgia, no Condado de Cobb.

## Demografia
Segundo o censo americano de 2000, a sua população era de 9677 habitantes.

## Geografia
De acordo com o United States Census Bureau tem uma área de 8,5 km², dos quais 8,2 km² cobertos por terra e 0,3 km² cobertos por água.

## Localidades na vizinhança
O diagrama seguinte representa as localidades num raio de 16 km ao redor de Vinings.